# Gilles Binchois
Gilles de Binche còn được gọi là Gilles de Bins (sinh khoảng 1400 đến 1420 - mất năm 1460), là một nhà soạn nhạc thuộc Trường nhạc Pháp-Flemish, một trong những thành viên đầu tiên của Trường phái Burgundian, ngoài ra ông còn là một trong ba nhà soạn nhạc nổi tiếng nhất ở đầu thế kỷ 15 cùng với Guillaume Dufay và John Dunstaple.
Ông là con trai của Jean và Johanna de Binche. Cha ông là một ủy viên hội đồng cho Công tước Guillaume IV Hainault, và cũng đã có một vị trí trong một nhà thờ ở Mons. Không có gì được biết về ông cho đến khi 1419. Trong năm 1423, ông đã đến sống ở Lille. Khoảng thời gian này ông có thể là một người lính phục vụ người Bourgogne, hoặc có lẽ là Bá tước người Anh Suffolk, ông có thể được nhắc đến trong bài thánh ca tưởng niệm về cái chết của mình bởi Johannes Ockeghem. Khoảng cuối những năm 1420 ông tham gia nhà thờ triều đình của Bourgogne.

## Âm nhạc và ảnh hưởng
Các tác phẩm của ông thường nói về tình yêu phong nhã và tinh thần hiệp sĩ. Các tác phẩm của ông phần lớn là rondeaux rất thịnh hành vào thời kì đó.
Các ca khúc của ông thường được xem là hay nhất và phổ biến nhất vào thế kỷ 15 và làm nền cho các nhạc sĩ thời sau